# Faribault, Minnesota
Faribault, Minnesota là một thành phố nằm ở quận thuộc tiểu bang Minnesota, Hoa Kỳ. Thành phố có diện tích km2, dân số theo ước tính năm 2008 của Cục điều tra dân số Hoa Kỳ là người.
Faribault được coi là một trong những cộng đồng lịch sử nhất ở Minnesota, với khu định cư và hoạt động thương mại trước khi thành lập Minnesota là Lãnh thổ Hoa Kỳ. Trước năm 1745, khu vực này chủ yếu bị chiếm đóng bởi ban nhạc Wahpekute của Dakotah. Một thời gian ngắn sau đó, bộ lạc được điều khiển về phía nam sau một vài vụ đụng độ với Ojibwe trên lãnh thổ.
Tên gọi của thành phố, Alexander Faribault, là con trai của Jean-Baptiste Faribault, một thương gia lông thú người Pháp gốc Canada và Elizabeth Pelagie Kinzie Haines, một người phụ nữ của bộ lạc Dakotah. [7] Ông được ghi nhận với việc thúc đẩy hầu hết các hoạt động định cư sớm trong khu vực bắt đầu vào năm 1826, khi ông thành lập một bài kinh doanh lông thú trên bờ sông Cannon. Vào năm 1834, bài đăng giao dịch đã trở nên phổ biến và được chuyển đến sông Straight, cách ngã ba của nó với sông Cannon, nơi có Faribault hiện đại một dặm (1,6 km). Alexander Faribault trẻ tuổi đã sử dụng kiến thức của mình về ngôn ngữ và văn hóa Dakotah để cải thiện mối quan hệ với Wahpekute di dời và thậm chí đã giúp bộ tộc tái định cư trong khu vực. Mối quan hệ này là công cụ trong việc đảm bảo sự thành công của bài kinh doanh và cho phép du lịch an toàn đến khu vực dành cho những người định cư.
Một nguồn khác duy trì thành phố được đặt tên theo Jean-Baptiste Faribault. [8]
Alexander Faribault House được xây dựng vào năm 1853 bởi Alexander Faribault với chi phí $ 4.000. Ngôi nhà được coi là cấu trúc khung lâu đời nhất trong khu vực, và vẫn đứng ở vị trí ban đầu gần rìa phía đông nam của khu trung tâm lịch sử của Faribault.
Những năm sau khi xây dựng tòa nhà đầu tiên này mang lại sự tăng trưởng chưa từng có, phát triển và thịnh vượng kinh tế cho khu định cư trẻ. Được thúc đẩy bởi việc hoàn thành xưởng cưa hơi nước đầu tiên của khu vực vào đầu năm 1854, năm tới sẽ mang lại cho Faribault một khu định cư buồn ngủ gồm 20 tòa nhà đến một thị trấn nhộn nhịp với hơn 250 tòa nhà. Các sử gia ghi nhận sự tăng trưởng ấn tượng của Faribault trong giai đoạn này với một số cột mốc quan trọng được thông qua vào năm 1855 và 1856, bao gồm việc tạo ra các con đường kết nối với các khu định cư khác và các điểm giao dịch ở Lãnh thổ Iowa và Minnesota, sự sẵn có của dịch vụ thư và xây dựng trường học và nhà thờ.
Thành phố Faribault đã được platted năm 1855 và được cấp một điều lệ nhà quy định vào năm 1872. [9]
Kinh Tế
Faribault có gam màu thông thường của các cửa hàng bán lẻ và dịch vụ ở thị trấn nhỏ. Các nhà tuyển dụng cũng bao gồm một loạt các dịch vụ sản xuất ánh sáng.
Con phố chính, Central Avenue, đang nhìn thấy một sự phục hưng tái phát triển với hầu hết các khối thương mại lịch sử được liệt kê trên sổ đăng ký quốc gia về những địa điểm lịch sử. Nhiều tòa nhà đang được khôi phục về hình dạng ban đầu của chúng. Trong số đó có Trung tâm Nghệ thuật Paradise, trung tâm nghệ thuật đa năng, là kết quả của việc sáp nhập giữa Trung tâm Nghệ thuật Faribault và Nhà hát Cộng đồng Khu vực Faribault. Hai tổ chức bán lẻ / mua sắm Faribault đã đóng cửa lâu đời và lâu đời là đại lộ Central Avenue, Jim & Joe's Clothiers, đóng cửa sau hơn 125 năm phục vụ do một số yếu tố liên quan, chủ yếu tập trung vào các vấn đề tiêu chuẩn mà hầu hết các vấn đề phải đối mặt các nhà bán lẻ thuộc sở hữu của gia đình nhỏ. [13] Thứ hai, Chợ thực phẩm của Minnick, là cửa hàng tạp hóa cuối cùng của Faribault và đã đóng cửa sau hơn 60 năm hoạt động vào cuối năm 2006.
Herbert Sellner, một thợ mộc và nhà sản xuất nước trượt, đã phát minh ra Tilt-A-Whirl vào năm 1926, tại Faribault, Minnesota, quê hương của ông. Trong năm tới, 14 Tilt-A-Whirls đầu tiên được xây dựng trong tầng hầm và sân của Sellner. Năm 1927, Sellner Manufacturing đã mở nhà máy ở Faribault, và chuyến đi đầu tiên được ra mắt tại Hội chợ Tiểu bang Minnesota năm đó. [14]
Được thành lập vào năm 1865, Faribault Woolen Mills vẫn hoạt động liên tục cho đến năm 2009. Mở cửa trở lại vào năm 2011, đây là một trong số ít các nhà máy len đứng ở Mỹ, lấy len thô và sản xuất thành phẩm. [15]